# Las Leñas

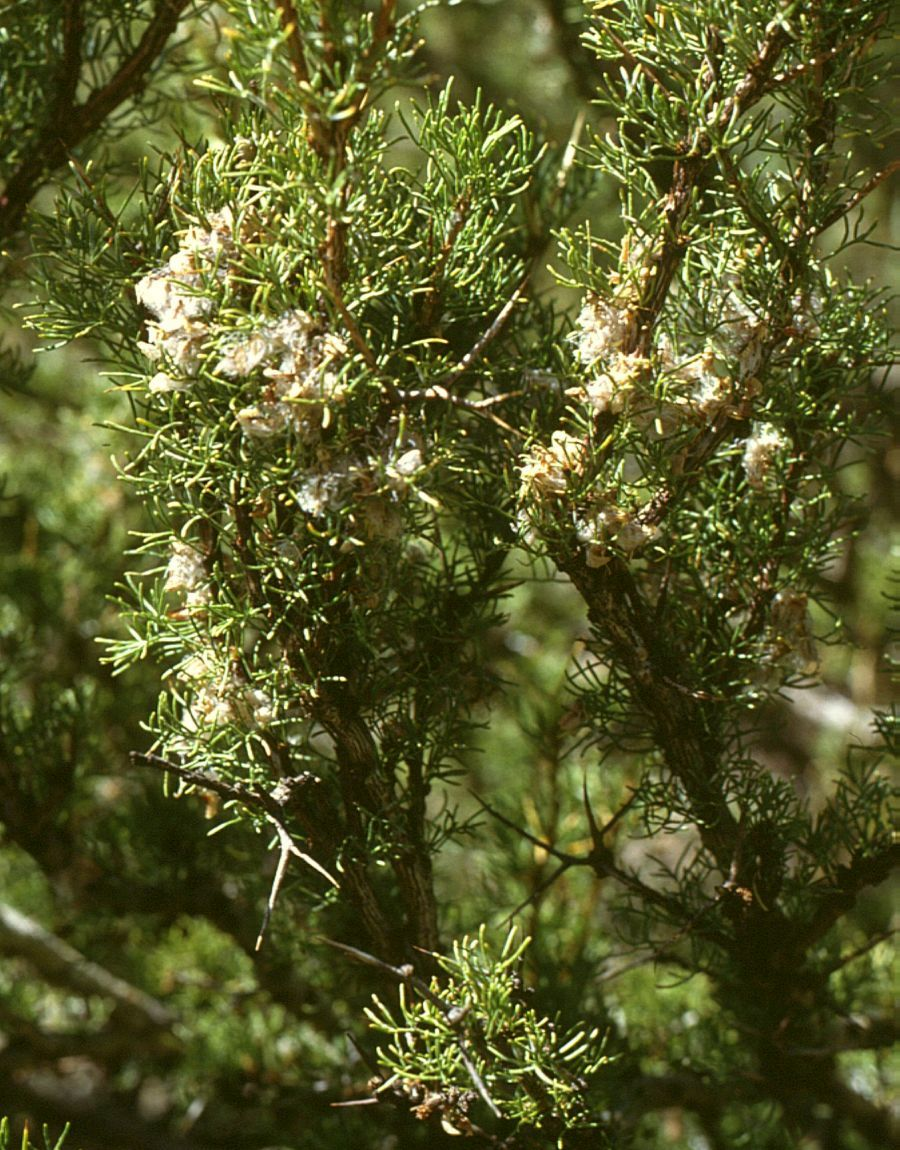
Adesmia pinifolia

Las Leñas, est un des centres de ski et de snowboard les plus importants d'Argentine. Il est situé dans la vallée de Las Leñas de la Cordillère des Andes, au sud de la province de Mendoza (département de Malargüe).

## Histoire
En 1860, le botaniste Peregrino Strobell, lors d'un voyage d'étude scientifique arrive pour la première fois dans une vallée située au pied du Cerro Torrecillas. Pour lui donner un nom, il choisit le nom de l'espèce Adesmia pinifolia un arbuste que la tribu Mapuche, les premiers habitants de la zone, appelaient Coli Mamil (ce qui signifie littéralement bois à brûler jaune - en espagnol Leña Amarilla). D'où le nom de Las Leñas.
Longtemps l'idée de créer un centre de ski naquit puis persista, mais ce ne fut que le 20 janvier 1983 que le projet commença à se concrétiser. Après plusieurs études scientifiques, on conclut que la zone était idéale pour la pratique des sports d'hiver et que son micro-climat libre de précipitations abondantes rendait en outre possible le développement d'activités touristiques estivales le reste de l'année. Finalement on inaugura le Centre de Ski Las Leñas le 16 juillet 1983, pourvu alors de trois hôtels aptes à héberger 400 personnes simultanément. En 2006, la capacité hôtelière de la station s'élève à 3 074 chambres, associée à un complexe gastronomique, le tout bénéficiant d'une reconnaissance et réputation internationale.

## Accès
On peut se rendre à Las Leñas depuis Buenos Aires au moyen de la route nationale 7, depuis la province de Córdoba et la ville de Rosario par la route nationale 20 puis RN 40, et depuis Mendoza au moyen de la route provinciale 222. Par voie aérienne, au moyen de l'Aeropuerto Internacional de Malargüe ou de l'Aeropuerto Internacional de San Rafael.

## Distances
Par la route, Las Leñas se trouve à
- 1 200 km de Buenos Aires
- 1 000 km de Rosario
- 800 km de Córdoba
- 500 km de Mendoza